# 東望洋跑道

東望洋跑道（註：圖中右下名稱錯植，「水塘北角彎」即「漁翁彎」，而該應為沙池彎或外港彎）

東望洋跑道（葡萄牙語：Circuito da Guia，或稱東望洋賽道、東望洋環山圈）是澳門舉行澳門格蘭披治大賽車的賽車跑道，是全世界上唯一同時舉行房車賽和電單車賽的街道賽場地。整條賽道環繞東望洋山的市區，全長3.8英里（6.2公里），沿途多彎，有上坡下坡路，最闊路面14米，最窄僅7米，有「東方的摩納哥賽道」之稱。
東望洋賽道平日為正常的交通道路，在舉行澳門格蘭披治賽車期間便成為賽車主跑道。現今的澳門格蘭披治大賽車，利用東望洋賽道來進行賽事的有三級方程式、房車、電單車等。當中一些曾在東望洋跑道叱吒一時的車手所用之參賽跑車，現陳列在大賽車博物館供人欣賞回味。

## 歷史
1954年首屆澳門格蘭披治大賽車舉行時，東望洋跑道利用現時的新口岸、加思欄、東望洋山、海角遊魂、漁翁街到水塘角的一段馬路進行作賽。昔日跑道全長3.9英里，泥路崎嶇不平，車手視線可能被塵埃所阻，需依靠兩旁的樹木駕駛。1955年，賽道的後半部份重鋪為柏油路。直至1957年的第四屆澳門格蘭披治大賽車時，賽道才全部改善為柏油路面。此時跑道亦由3.9英里縮減為3.8英里，漁翁街發電廠至水塘角一段彎路改為直路。1993年，文華東方彎被拉直，而葡京彎則由鈍角改成銳角。時至今日，東望洋跑道已是達國際跑道標準的柏油路，獲國際汽車聯盟（FIA）所認同為國際汽聯二級跑道。
早期東望洋跑道的終點及維修站設於風帆會彎/舊遊艇彎（現稱文華東方彎）之前，在已拆卸的舊外港碼頭對開。1993年澳門格蘭披治40周年紀念時，起點及終點搬遷至現在的格蘭披治賽車大樓處（即靠近水塘彎）。賽事總部亦遷入格蘭披治賽車大樓，賽車控制中心設修理站、停車場等設施。
至於跑道旁的看台，最早期是用竹蓋搭的臨時竹棚。1956年第三屆的澳門格蘭披治大賽車時，一個設有10個維修站的混凝土大看台落成啟用，能容納300多人觀賞賽事。直到1993年，看台搬到新的大看台。次年，舊看台被清拆。現今除大看台外，葡京彎A、B亦設兩個看台。而且看台更配備了現代化的電腦計時顯示儀器，方便觀賽者欣賞賽事。

## 特點

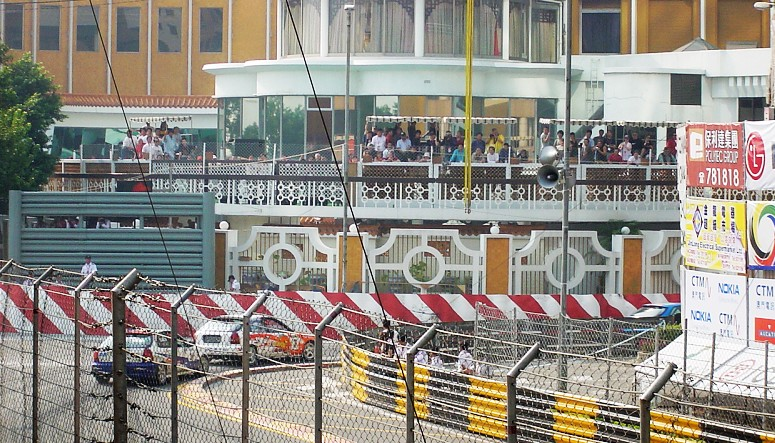
當賽車駛入葡京彎時

全長3.8英里的東望洋跑道地勢曲折起伏，有上下斜坡、彎角、直路。跑道彎角多，賽道兩側又有燈柱、樹木、山邊、山崖和水泥牆等，危險性和刺激性高。最闊13.8米的東方彎，最窄的6.9米髮夾彎。由於整個賽道包含了高速的直路和迂迴的急彎，故被公認為世界上其中一條對賽車手有極高要求的賽道之一。近年，賽會致力於改善跑道的安全設施，但一些危險彎角因欠缺一般街道式賽道的緩衝區，其危險性仍然存在。

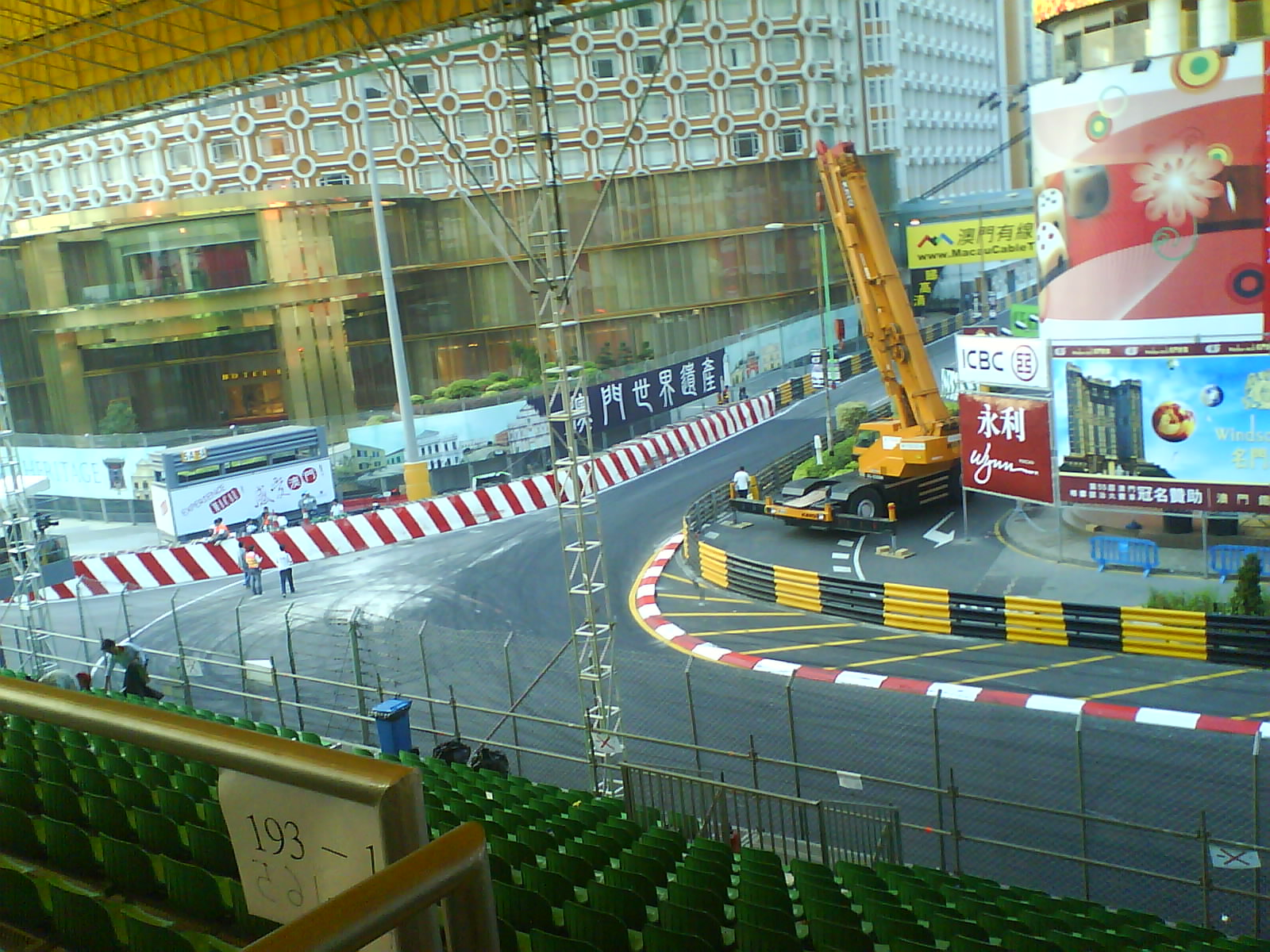
葡京酒店彎

東望洋跑道運用澳門的街道進行比賽，起點（亦是終點）設於格蘭披治賽車大樓外。賽道以順時針方向行駛，賽車起步後即於「水塘彎」左轉，行畢一段大直路後右轉進入「東方彎」。過了這個高速彎位之後，眼前又是一條大直路，超車戲碼就在這裡上演。可是，超車歸超車，別忘了煞車，因為直路的盡頭是一個銳角急彎「葡京彎」，稍不留神，就會衝出彎位，被主車群拋離。過了「葡京彎」以後，緊接右轉來到加思欄馬路；這是一條上斜的道路，由這裡開始，車手就進入「上路」（與「下路」相對）的部份。斜路盡頭是嶺南中學，賽車需繞學校劃半圓，這個彎位亦因此稱為「嶺南彎」。出彎之後，車手需右扭兩個九十度繞過焯公亭，經「產房彎」（或「火藥局彎」）進入劏狗環。劏狗環相當曲折，除了首個左轉彎位在民間稱為「孤兒院彎」（或「葉德利彎」）外，其餘彎位並無慣用名稱。走畢劏狗環後，右轉來到嚤囉園。走過這段短短的上斜後，車手需右轉進入「海角遊魂」，之後便是最著名的「髮夾彎」。下了斜路，就回到「下路」的部份了。經過「漁翁彎」（亦稱「水塘北角彎」、「大可樂彎」）和「沙池彎」（亦稱「衝線彎」）後，車手終於跑畢一圈，回到終點。整個賽道中，最為險要的彎道是葡京彎與髮夾彎，而東方彎及葡京彎與水塘北角彎是發生意外最多的地點，曾發生多次致命意外。

## 紀錄時間
- 三級方程式最快圈速：2:06.317 Juri Vips, 2019年／Dallara Mecachrome
- 電單車最快圈速：2:23.616 Stuart Easton, 2010年／川崎Ninja ZX-10R
- 國際汽聯GT世界盃最快圈速：2:14.542 Raffaele Marciello, 2023年 / Mecedes‐ AMG GT3 Evo
- 東望洋大賽最快圈速：2:26.469 Robert Huff, 2017年／Citroen C-Elysee WTCC

## 組成街道
- 友誼大馬路
- 賈羅布大馬路
- 加思欄馬路
- 白頭馬路
- 海邊馬路（劏狗環）
- 嚤囉園路
- 馬交石炮台馬路
- 漁翁街